# Dianthus skopjensis
Dianthus skopjensis är en nejlikväxtart som beskrevs av K. Micevski. Dianthus skopjensis ingår i släktet nejlikor, och familjen nejlikväxter. Inga underarter finns listade i Catalogue of Life.